# Sininszczyna
Sininszczyna (biał. Сініншчына; ros. Сининщина) – wieś na Białorusi, w obwodzie mohylewskim, w rejonie mohylewskim, w sielsowiecie Zawadskaja Słabada.